# Byszewice (województwo wielkopolskie)
Byszewice – wieś w Polsce położona w województwie wielkopolskim, w powiecie pilskim, w gminie Kaczory.
W latach 1975–1998 miejscowość administracyjnie należała do województwa pilskiego. 
Wieś należy do sołectwa Prawomyśl.